# Kledi Bahiti
Kledi Bahiti, född 5 april 1987 i Tirana, är en albansk kompositör, låtskrivare, sångare och musiker. Han har komponerat två vinnarbidrag i Top Fest: 2012 års vinnare "S'je më" och 2013 års vinnare "Loti i fundit".

## Biografi
Bahiti föddes 1987 i Albaniens huvudstad Tirana. Vid 6 års ålder började han sin musikaliska bana vid skolan Onufri i Elbasan där han lärde sig spela piano. Han studerade vid skolan i 12 år. Han har tagit examen vid Universiteti i Arteve i musikkomposition.
2008 gjorde Bahiti sin första större komposition, "Me mashtruan sytë" som framfördes av Vedat Ademi. Han har senare fortsatt sitt samarbete tillsammans med Vedat Ademi och lagt vikt vid livemusik. I januari 2011 inledde Bahiti ett samarbete med musikern Flori Mumajesi och Ervin Gonxhi med vilka han lanserade produktionsbolaget Threedots. Han har ofta samarbetat med låtskrivaren Olti Curri.
Bahiti har skrivit låtar åt flera kända albanska och kosovoalbanska artister som Samanta Karavello, Rosela Gjylbegu, Erik Lloshi, Jonida Maliqi, Elhaida Dani, Yllka Kuqi, Xhensila Myrtezaj ("Jeton tek unë"), Albërie Hadërgjonaj ("Asnjëherë") och Besa Kokëdhima. Bland dessa låtar finns "Loti i fundit" som Samanta Karavello vann Top Fest 2013 med och "S'je më" som Elhaida Dani vann Top Fest 2012 med.

## Diskografi

### Singlar
- 2013 – "Jemi bashkë"
- 2014 – "Më jeto" (feat. Samanta Karavello)